# Renaissance (álbum de Beyoncé)
Renaissance (en español: Renacimiento, también titulado como Act I: Renaissance (Acto 1: Renacimiento)) es el séptimo álbum de estudio de la cantante estadounidense Beyoncé, lanzado el 29 de julio de 2022, a través de Columbia Records y Parkwood Entertainment. Es su primer lanzamiento de estudio en solitario desde Lemonade (2016) y sirve como primera entrega de un proyecto de trilogía. Beyoncé concibió el álbum para reflejar su estado de ánimo durante la pandemia del COVID-19, escribiéndolo y produciéndolo con Nova Wav, The-Dream, Symbolyc One, A. G. Cook, Honey Dijon, Beam, Tricky Stewart, BloodPop, Skrillex, Hit-Boy, No I.D., P2J y varios más. Beam, Grace Jones y Tems aparecen como vocalistas invitados.
Beyoncé concibió y grabó Renaissance durante la pandemia de COVID-19, buscando inspirar alegría y escapismo en los oyentes que habían experimentado el aislamiento y celebrar una era de clubes en la que la gente marginada buscaba la liberación a través de la música de baile. Con sus canciones dispuestas a la perfección como una mezcla de DJ, el álbum mezcla estilos de música de baile negra posteriores a la década de 1970, como la música disco y el house, y rinde homenaje a los pioneros negros y queer de esos géneros. El contenido lírico del álbum explora temas como el escapismo, el hedonismo, la seguridad en uno mismo y la autoexpresión.
Renaissance fue un éxito comercial. Debutó en el número uno de la lista Billboard 200 de Estados Unidos, el séptimo álbum consecutivo de Beyoncé en conseguirlo, y está certificado como disco de platino. También alcanzó el número uno en Australia, Bélgica, Canadá, Dinamarca, Francia, Irlanda, los Países Bajos, Nueva Zelanda, Suecia y el Reino Unido. El sencillo principal «Break My Soul», con certificación de platino, se publicó el 20 de junio de 2022 y alcanzó el número uno en varias listas de todo el mundo, incluida la Billboard Hot 100 estadounidense. El segundo sencillo del álbum, «Cuff It», alcanzó un máximo de diez en el Billboard Hot 100 y a escala internacional. Para apoyar Renaissance, Beyoncé se embarcó en la gira Renaissance World Tour, la cual derivó un complemento visual en cines.
El álbum ha recibido el aplauso universal de la crítica musical por su sonido ecléctico pero cohesionado, su humor alegre y la interpretación vocal de Beyoncé. El álbum más alabado de 2022, fue nombrado mejor álbum del año por publicaciones como Los Angeles Times, The New York Times, NPR, Pitchfork y Rolling Stone, y recibió nueve nominaciones en la 65.ª edición de los Premios Grammy, entre ellas canción, grabación y álbum del año. Renaissance ganó cuatro premios, convirtiendo a Beyoncé en la persona más galardonada con un Grammy de la historia.

## Antecedentes y promoción
En agosto de 2021, al ser la cara de la revista Harper's Bazaar, Beyoncé reveló que estaba trabajando en su próximo séptimo álbum de estudio durante más de un año y dijo: «Con todo el aislamiento y la injusticia del año pasado, creo que todos estamos listos para escapar, viajar, amar y reír de nuevo. Siento que está surgiendo un renacimiento y quiero ser parte del fomento de ese escape de cualquier manera posible». Explicó además que el tiempo «se desvanece» para ella cuando hace un álbum de estudio. «A veces me lleva un año buscar personalmente entre miles de sonidos para encontrar el bombo o la caja adecuados», dijo. «Un coro puede tener hasta 200 armonías apiladas. Aun así, no hay nada como la cantidad de amor, pasión y sanación que siento en el estudio de grabación. Después de 31 años, se siente tan emocionante como cuando tenía nueve años. ¡Sí, la música está llegando!».
La cantante comenzó a anunciar un nuevo álbum el 7 de junio de 2022 al eliminar su foto de perfil de todas sus plataformas de redes sociales. Cuatro días después, el texto «What is a B7?» apareció en la página de inicio de su sitio web oficial. Los fanáticos notaron que el sitio web también tenía marcadores de posición para su próximo séptimo y octavo álbum de estudio. El 15 de junio, la fundación BeyGood de Beyoncé compartió un collage de álbumes de estudio hechos por artistas negros en su cuenta de Twitter para mostrar la excelencia y creatividad negra en celebración del Black Music Month. El collage también presentaba una foto no especificada de un brazo apuntando al séptimo álbum de estudio de Brandy, B7 (2020). Beyoncé anunció oficialmente el álbum y lanzó la preventa de Renaissance en su sitio web y plataformas de transmisión digital al día siguiente. El álbum está previsto para tener 16 pistas.
La cantante apareció en la edición de julio de 2022 de la revista British Vogue y el editor en jefe Edward Enninful declaró que había escuchado partes del disco. Elogió lo que escuchó, destacando la combinación del álbum de «voces altísimas y ritmos feroces» y describiendo el álbum como: «Música que amo hasta la médula. Música que te hace crecer, que vuelve tu mente hacia las culturas y subculturas, hacia el pasado de nuestra gente y presente, música que unirá a tantos en la pista de baile, música que te toca el alma».

## Composición
Billboard dijo que Renaissance tiene un enfoque innovador y lúdico del género, con el álbum mezclando y cambiando entre varios estilos. Musicalmente, Renaissance es un álbum que presenta elementos de dance, pop y R&B álbum, con influencias de la música disco, y de estilos de house como el Chicago house, deep house, electro house, y hip house, con elementos de techno, garage, afrobeats, boogie, funk, gospel, soul, hip hop, trap, gqom, new jack swing, Jersey club, synth-pop, hyperpop, dancehall, y nu disco Las pistas están conectadas por transiciones sin fisuras, evocando una mezcla de DJ.
Desde el punto de vista lírico, el álbum «insta a los oyentes a abrazar el placer de todo corazón» y hace hincapié en la alegría y el orgullo negro.

## Recepción de la crítica

### Reseñas
Tras su lanzamiento, Renaissance fue aclamado por la crítica musical, muchos de los cuales elogiaron su producción cohesiva y a la vez ecléctica, su carácter alegre y su rango vocal. En el agregador de críticas Metacritic, Renaissance recibió una puntuación media de 93 sobre 100 basada en 15 críticas, lo que indica una «aclamación universal». En el agregador de críticas AnyDecentMusic?, el álbum tiene una puntuación de 8,3 sobre 10 basada en 15 críticas.
Declarando Renaissance un «cuerpo de trabajo absolutamente impresionante», Kyle Denis de Billboard sugirió que el álbum es el trabajo más innovador de Beyoncé, con su combinación de géneros, experimental sonidos, y «las interpretaciones vocales más matizadas». El crítico de The Line of Best Fit describió Renaissance como uno de los mejores álbumes de Beyoncé hasta la fecha, señalando que se aleja de sus trabajos anteriores. Cobbald elogió el álbum por celebrar a «arquitectos infravalorados» de la música disco, house y funk. Asimismo, Kate Solomon, de i, calificó el álbum de «deslumbrante homenaje a la cultura underground y a la cultura negra infravalorada» y de disco de pista de baile destinado a curar «el dolor y la angustia» de la pandemia del COVID-19. Melissa Ruggieri lo describió como «una dancetería dedicada al hedonismo, al sexo y, sobre todo, a la autovaloración» en USA Today. Wesley Morris de The New York Times alabó la «galáctica» interpretación vocal de Beyoncé, su entrega y su alcance. Mikael Wood de Los Angeles Times calificó el álbum como «el disco más inteligente del año [y] también el más profundo», alabando sus ritmos, armonías y voces. Julianne Shepherd de Pitchfork, lo calificó como «un álbum desafiante y densamente referenciado» mejor que los intentos de los compañeros de Beyoncé de incursionar en la música dance/club.
Varios críticos consideraron que el álbum no es el mejor trabajo de Beyoncé, aunque lo elogiaron. Tara Joshi de The Guardian elogió el contenido lírico juguetón y el sonido cohesivo de Renaissance. Afirmó que no llega a ser el mejor álbum de Beyoncé, pero que «sigue cumpliendo sus objetivos de liberacionista». Will Dukes de Rolling Stone consideró que Renaissance no es una gran evolución respecto a Lemonade pero encontró a Beyoncé en su momento más relatable, »dando a los oyentes todos los himnos y bofetadas sensuales que nos gustan. Marcus Shorter de Consequence escribió que Renaissance no es un álbum perfecto pero se acerca «bastante» con sus canciones «infecciosas y no prepotentes, elegantes, pero no superficiales». El crítico de Stereogum Jumi Akinfenwa dijo que, aunque el álbum tiene sus defectos, es «hedonista, erótico, experimental y, en última instancia, muy divertido»

### Polémica por la elección de palabras
La canción «Heated» recibió críticas en Internet por el uso de la palabra «spaz» en su letra, que algunos defensores de la discapacidad consideraron como un insulto peyorativo capacitista. Otros destacaron que la palabra no es tabú en Estados Unidos, y que «spaz» es una palabra diferente en el inglés afroestadounidense vernáculo (que significa «freak out») que ha sido ampliamente utilizada en géneros históricamente negros. El mismo día, Beyoncé confirmó que la palabra sería eliminada de la canción. Una versión anterior de la canción de Lizzo de 2022 «Grrrls» también incluía la palabra, que fue recibida con críticas similares antes de ser finalmente eliminada de la canción.

## Rendimiento comercial
Tras su lanzamiento, Renaissance se convirtió en el álbum femenino con más streams en un solo día en Spotify en 2022, con más de 43 millones de streams, que más tarde fue superado por Midnights de Taylor Swift. A los tres meses de su lanzamiento, Renaissance acumuló más de mil millones de streams en Spotify. También fue el 17º álbum más vendido del año según la Federación Internacional de la Industria Fonográfica (IFPI).

### América del Norte
En Estados Unidos, Renaissance debutó en el número uno de la lista Billboard 200, con 332.000 unidades equivalentes a un álbum, el segundo mayor debut de un álbum femenino en 2022 y el tercero en total, tras Midnights, de Taylor Swift, y Harry's House, de Harry Styles. De este modo, Renaissance se convirtió en el séptimo álbum consecutivo de Beyoncé que debuta en el número uno y en el primer álbum publicado por una mujer en 2022 que alcanza el número uno. Ya era la única artista cuyos seis primeros álbumes debutaron en el número uno, y se convirtió en la primera cuyos siete primeros álbumes también lo hicieron.
Además, Renaissance se convirtió en el primer álbum de Beyoncé desde I Am... Sasha Fierce (2008) en lograr varios sencillos entre los diez primeros en Estados Unidos, con «Break My Soul» y «Cuff It» en el número 1 y 6 respectivamente.
Renaissance recibió 179,06 millones de streams en su primera semana, el octavo mayor del año y el mayor de la carrera de Beyoncé. En términos de ventas de álbumes tradicionales, Renaissance registró la cuarta mayor semana de ventas de un álbum en 2022, con 190.000 discos vendidos. Además, el álbum vendió 26.000 copias en vinilo en su semana de debut.
Renaissance pasó sus primeras 14 semanas consecutivas entre los 10 primeros puestos del Billboard 200. Volvió al Top 15 tras el impulso de los premios Grammy 2023.
En Canada, Renaissance debutó en el número uno en la Canadian Albums Chart, convirtiéndose en el tercer álbum consecutivo de Beyoncé en conseguirlo y su cuarto número uno en total.

### Internacional
En su segundo día de lanzamiento, Renaissance superaba en ventas al resto de los cinco álbumes más vendidos de la semana juntos en el Reino Unido. El álbum debutó en el número uno de la lista de álbumes del Reino Unido, convirtiéndose en el cuarto álbum de Beyoncé como solista y el quinto incluyendo Destiny's Child. El álbum también debutó en el número uno de la Official Vinyl Albums Chart. En Irlanda, Renaissance debutó en el primer puesto de la Irish Albums Chart, convirtiéndose en el quinto álbum número uno de Beyoncé en el país. Al mismo tiempo, "Break My Soul" también alcanzó el número uno en la lista irlandesa de singles, lo que permitió a Beyoncé conseguir un doblete en la lista irlandesa. En Francia, Renaissance debutó en el número uno de la lista de álbumes SNEP, convirtiéndose en el primer álbum número uno de Beyoncé y su cuarto álbum entre los diez más vendidos del país. Anteriormente, 4 fue el álbum más vendido de Beyoncé en el país, alcanzando el número dos en 2011. Además, el álbum fue el primero de una artista femenina en encabezar la lista en 2022. En los Países Bajos, el álbum se situó en el primer puesto de la lista Album Top 100, convirtiéndose en el tercer álbum consecutivo de Beyoncé que alcanza la cima en el país. El álbum ha permanecido hasta ahora tres semanas no consecutivas en el número uno, tras su regreso al número uno en su undécima semana en la lista.
En Australia, el álbum debutó en el número uno de la lista de álbumes australianos, convirtiéndose en el tercer álbum consecutivo de Beyoncé en el número uno del país tras Beyoncé y Lemonade. Además, siete temas del álbum debutaron entre los 50 primeros. Pasó dos semanas consecutivas en el número uno, convirtiéndose en su primer álbum en conseguirlo desde Beyoncé. Renaissance debutó en el número uno de la lista de álbumes de Nueva Zelanda, convirtiéndose en el segundo álbum consecutivo de Beyoncé en el número uno del país tras Lemonade, de 2016, y en su séptimo álbum entre los diez primeros del país en total.

## Impacto
Tras su publicación, Renaissance suscitó conversaciones y ensayos sobre la historia de la música de baile y sus raíces en la cultura negra.
Varios compañeros de la industria reaccionaron positivamente ante el lanzamiento. La cantante estadounidense Crystal Waters, que contribuyó a popularizar la música house en la década de 1990, se declaró "extasiada" al escuchar la nueva música de Beyoncé y expresó su gratitud por la forma en que está arrojando luz sobre cantantes de house infravalorados. El DJ de house de Chicago, Ron Carroll describió Renaissance como un álbum «pionero» que ha reintroducido la música house en la radio y ha animado a otros músicos a seguir el ejemplo de Beyoncé. Aluna Francis, del dúo inglés de música electrónica AlunaGeorge, elogió a Renaissance por su repercusión en la música de baile y en sus creadores negros. Francis explicó que a lo largo de su carrera había esperado y luchado por el reconocimiento generalizado del lugar de los músicos negros en la música de baile. Francis escribió que esta revolución se ha producido ahora tras el lanzamiento de Renaissance, con Beyoncé rompiendo estigmas y declarando que la música de baile es música negra, animando a su vez a los oyentes a reflexionar sobre la visibilidad y explotación de la negritud dentro de los géneros de baile. Francis añadió que Renaissance podría beneficiar enormemente la inversión y el crecimiento de las comunidades de todo el mundo que permiten que prospere la música de baile negra.
Otros músicos también elogiaron el álbum por su impacto y musicología. La cantautora británica Ellie Goulding afirmó que su próximo álbum Higher Than Heaven es un disco de dance y house en la misma línea que Renaissance, con el que Beyoncé llevó esos géneros a nivel mundial. Más tarde dijo que Renaissance le devolvió la fe en la música pop después de que el género se dirigiera en mala dirección. La cantante estadounidense SZA dijo que el álbum era el mayor riesgo que había asumido una artista mainstream en los últimos años. El músico estadounidense Sufjan Stevens alabó la producción del álbum y declaró a Stereogum: «La magia de ese álbum es tan asombrosa y frustrante para mí como músico, porque incluso si quitas su voz, sigo obsesionado; sigo intrigado por la ingeniería y la producción que se lleva a cabo y la relación armónica entre los acordes».
La mención de Beyoncé a los bolsos Telfar y Birkin en el tema final «Summer Renaissance» provocó un aumento de las búsquedas de ambos artículos en Google Trends y en múltiples sitios web de reventa.
Considerado por muchos críticos musicales y periodistas como el favorito para el álbum del año en la 65.ª edición de los Premios Grammy, la derrota de Renaissance a manos de Harry's House de Harry Styles fue ampliamente considerada como un «desaire» o disgusto, y algunos críticos atribuyen las repetidas derrotas de Beyoncé en esta categoría a que la Academia de la Grabación pasa por alto o no comprende a la música negra y los estilos musicales afroamericanos.

## Lista de canciones
| Lista de canciones de Renaissance |                                 | | |          |  |
| N.º                               | Título                          | Escritor(es) | Productor(es) | Duración |  |
| 1.                                | «I'm That Girl»                 | Terius Nash Kelman Duran Michael Dean Tommy Wright III Andrea Summers | Duran Mike Dean [ nota 1 ] Symbolyc One [ nota 2 ] Jameil Aossey [ nota 2 ] Stuart White [ nota 2 ]                                     | 3:28     |  |
| 2.                                | «Cozy»                          | Honey Redmond Christopher Penny Luke Solomon Dave Giles II Nija Charles Nash Dean Corece Smith Curtis Jones | Honey Dijon Chris Penny Solomon Dean [ nota 1 ]                                                                                         | 3:30     |  |
| 3.                                | «Alien Superstar»               | Beyoncé Redmond Penny Solomon Denisia Andrews Brittany Coney Shawn Carter David Brown Dave Hamelin Timothy McKenzie Danielle Balbuena Rami Yacoub Leven Kali Atia Bogg Levar Coppin Saliou Diagne Dean Rob Manzoli Richard Fairbrass Christopher Fairbrass John Holiday Barbara Ann Teer Kim Cooper Peter Rauhofer | Beyoncé Honey Dijon Penny Solomon The-Dream [ nota 1 ] Dean [ nota 1 ] Nova Wav [ nota 2 ]                                              | 3:35     |  |
| 4.                                | «Cuff It»                       | Beyoncé Andrews Coney Morten Ristorp Raphael Saadiq Nash Mary Brockert Allen McGrier Nile Rodgers | Beyoncé Nova Wav Rissi [ nota 1 ] Saadiq [ nota 1 ] The-Dream [ nota 2 ]                                                                | 3:45     |  |
| 5.                                | «Energy» (con Beam)             | Beyoncé Tyshane Thompson Sonny Moore Almando Cresso Jordan Douglas Tizita Makuria Andrews Coney Nash Brockert McGrier Pharrell Williams Chad Hugo Adam Pigott Freddie Ross | Nova Wav | 1:56     |  |
| 6.                                | «Break My Soul»                 | Beyoncé Knowles-Carter Terius Nash Christopher Stewart Allen George Fred McFarlane Shawn Carter Adam Pigott Freddie Ross | Beyoncé Tricky Stewart The-Dream Jens Christian Isaken [ nota 1 ]                                                                       | 4:38     |  |
| 7.                                | «Church Girl»                   | Beyoncé Nash Ernest Wilson Elbernita Clark Jimi Payton Dion Norman Derrick Ordogne James Brown Orville Hall Phillip Price Ralph MacDonald William Salter | Beyoncé No I.D. The-Dream White [ nota 2 ]                                                                                              | 3:44     |  |
| 8.                                | «Plastic off the Sofa»          | Beyoncé Sydney Bennett Sabrina Claudio Nick Green Patrick Paige II | Beyoncé Syd Kali [ nota 2 ] | 4:14     |  |
| 9.                                | «Virgo's Groove»                | Beyoncé Kali Solomon Cole Daniel Memmi Dustin Bowie Darius Scott Jocelyn Donald Jesse Wilson Andrews Coney | Beyoncé Kali The-Dream [ nota 2 ] | 6:08     |  |
| 10.                               | «Move» (con Grace Jones y Tems) | Beyoncé Richard Isong Ariowa Irosogie Andrews Coney Temilade Openiyi Ronald Banful | Beyoncé P2J GuiltyBeatz [ nota 1 ] MeLo-X [ nota 2 ] The-Dream [ nota 2 ] White [ nota 2 ]                                              | 3:23     |  |
| 11.                               | «Heated»                        | Beyoncé Aubrey Graham Sean Seaton Rupert Thomas Jr. Jahaan Sweet Matthew Samuels Andrews Coney Ricky Lawson Oliver Rodigan | Beyoncé Neenyo Sevn Thomas Sweet Boi-1da Cadenza [ nota 1 ] Calev [ nota 2 ] Duran [ nota 2 ] White [ nota 2 ] Harry Edwards [ nota 2 ] | 4:20     |  |
| 12.                               | «Thique»                        | Beyoncé Nash Chauncey Hollis Jr. Boggs Julian Mason Jabbar Stevens Cherdericka Nichols | Beyoncé Hit-Boy LilJuMadeDaBeat [ nota 1 ] White [ nota 2 ] Ink [ nota 2 ]                                                              | 4:04     |  |
| 13.                               | «All Up in Your Mind»           | Beyoncé Stevens Nichols Michael Tucker Alexander Cook Dean Larry Griffin Jr. Jameil Aossey | Beyoncé BAH BloodPop [ nota 1 ] A. G. Cook [ nota 1 ] Dean [ nota 1 ] Symbolyc One [ nota 1 ] Aossey [ nota 1 ] The-Dream [ nota 2 ]    | 2:49     |  |
| 14.                               | «America Has a Problem»         | Beyoncé Nash Carter Dean Andrell Rogers Tino McIntosh | Beyoncé The-Dream Dean [ nota 1 ] | 3:18     |  |
| 15.                               | «Pure/Honey»                    | Beyoncé Tucker Scott Michael Pollack Andrews Coney Nash Saadiq Moi Renee Eric Snead Jerel Black Michael Cox Kevin Bellmon Richard Cowie Count Maurice | Beyoncé BloodPop Nova Wav Saadiq [ nota 2 ] The-Dream [ nota 2 ] White [ nota 2 ] Dean [ nota 2 ]                                       | 4:48     |  |
| 16.                               | «Summer Renaissance»            | Beyoncé Andrews Coney Nash Kali Dean Boggs Coppin Diagne Lawson Donna Summer Giorgio Moroder Peter Bellotte | Beyoncé Nova Wav Dean [ nota 1 ] The-Dream [ nota 2 ] Kali [ nota 2 ] Sol Was [ nota 2 ]                                                | 4:34     |  |
| 62:14                             |                                 | | |          |  |

### Créditos desamples
- «I'm That Girl»
  - contiene elementos de «Still Pimpin», escrita por Tommy Wright III y Andrea Summers e interpretada por Tommy Wright III & Princess Loko.

- «Cozy»
  - contiene un extracto de «Bitch I'm Black» de Ts Madison.
  - contiene un sample de «Get With U», escrita por Curtis Alan Jones e interpretada por Lidell Townsell & M.T.F.
  - contiene un sample de «Unique», interpretada por Danube Dance con Kim Cooper.

- «Alien Superstar»
  - contiene una interpolación de «I'm Too Sexy», escrita por Rob Manzoli, Richard Fairbrass y Christopher Fairbrass e interpretada por Right Said Fred.
  - contiene un sample de «Moonraker», escrita por John Michael Cooper e interpretada por Foremost Poets.
  - contiene un sample del discurso «Black Theatre» de Barbara Ann Teer.
  - contiene un sample de «Unique», escrita por Kim Cooper y Peter Rauhofer e interpretada por Danube Dance.
- «Cuff It»
  - contiene una interpolación de «Ooh La La La», escrita por Mary Brockert y Allen McGrier e interpretada por Teena Marie.
- «Energy»
  - contiene una interpolación de «Ooh La La La», escrita por Mary Brockert y Allen McGrier e interpretada por Teena Marie
  - contiene un sample de «Milkshake», escrita por Pharrell Williams y Chad Hugo e interpretada por Kelis
  - contiene un sample de «Explode», escrita por Freddie Ross y Adam Piggot e interpretada por Big Freedia.
- «Break My Soul»
  - contiene elementos de «Show Me Love», escrita por Allen George y Fred McFarlane e interpretada por Robin S.
  - contiene un sample de «Explode», escrita por Freddie Ross y Adam Piggot e interpretada por Big Freedia.
- «Church Girl»
  - contiene un sample de «Center of Thy Will», escrita por Elbernita Clark e interpretada por The Clark Sisters
  - contiene elementos e interpolaciones de «Where They At», escrita por Jimi Payton, Dion Norman y Derrick Ordogne e interpretada por DJ Jimi
  - contiene elementos e interpolaciones de «Think (About It)», escrita por James Brown e interpretada por Lyn Collins
  - contiene elementos de «Drag Rap (Triggerman)», escrita por Orville Hall y Phillip Price e interpretada por los Showboys.
- «America Has a Problem»
  - contiene un sample de «Cocaine», escrita por Tino McIntosh y Andrell Rogers e interpretada por Kilo Ali.
- «Pure/Honey»
  - contiene un sample de «Miss Honey», escrita por Andrew Richardson, Count Maurice y Moi Renee e interpretada por Moi Renee
  - contiene un sample de «Cunty (Wave Mix)», escrita por Eric Snead y Jerel Black e interpretada por Kevin Aviance
  - contiene un sample de «Feels Like», escrita por Michael Cox y Kevin Bellmon e interpretada por MikeQ & Kevin Jz Prodigy.
- «Summer Renaissance»
  - contiene elementos e interpolaciones de «I Feel Love» escrita por Donna Summer, Giorgio Moroder y Pete Bellotte e interpretada por Donna Summer.

## Créditos y personal

### Lugares de grabación
| Atlanta, Georgia - Sing Mastering (1-16) - Tree Sound Studios (3, 16) Los Ángeles, California - Avenue A Studio West (1-16) - Hardcover (13) - Henson Recording Studios (6, 11) - The Juicy Juicy (1-16) - Kings Landing West (5, 8-12, 15-16) - Estudios de grabación Nightbird (3) - Parkwood West (1-16) - Record Plant (2, 15) | Nueva York, Nueva York - Trailer East Hampton (1, 3, 5-7, 11-12, 14) North Hollywood, California - Estudios Blakeslee (3,15) Ochi Rios, Jamaica - Estudio Zak Starkey (10) Westport, Connecticut - Le Crib (3) |

### Personal
- Beyoncé – voz (todos los temas), programación (temas 1, 15), trompa (15), producción vocal
- Beam – voz (4, 11), batería (5)
- Grace Jones – voz (10)
- Tems – voz (10)
- The-Dream – coros (1, 11), sintetizador (3, 4, 9), programación (7, 14), batería (13, 15)
- Kelman Duran – programación (1, 11)
- Stuart White (ingeniero de grabación) – programación (1), batería (7, 11, 12, 15)
- Mike Dean – sintetizador (1–3, 13, 14, 16), batería (13), programación (16)
- Nija Charles – coros (2)
- Chris Penny – teclados (2, 3), programación (2–4)
- Honey Dijon – programación (2–4)
- Luke Solomon – programación (2–4)
- Dave Giles – voz (2)
- Blu June – coros (3, 15)
- Raphael Saadiq – bajo, clavicordio, batería, cuerdas (4); trompa (15)
- Nile Rodgers – guitarra (4)
- Sheila E. – percusión (4)
- Daniel Crawford – piano (4)
- Scott Mayo – saxofón (4)
- Lemar Guillary – trombón (4)
- Jamella Adisa – trompeta (4)
- Al Cres – batería (5)
- Skrillex – batería (5)
- Nova Wav – sintetizador (5)
- Big Freedia – voz (5, 6)
- The Samples[74] – coro (6)
- Jason White – director (6)
- Caleb Curry – voz (6)
- Danielle Withers – voz (6)
- Jasmine Patton – voz (6)
- Jorel Quinn – voz (6)
- Kim Johnson – voz (6)
- Kristen Lowe – voz (6)
- Sabrina Claudio – voz de fondo (8)
- Patrick Paige II – bajo (8)
- Derek Renfroe – guitarra (8)
- Leven Kali – sintetizador (8), coros (9, 16)
- Annika Gesteedle–Diamant – coros (9)
- Ashlee Wingate – coros (9)
- Kye Young – coros (9)
- Laylani Gesteedle–Diamant – coros (9)
- Ari PenSmith – coros (10)
- Tatiana "Tatu" Matthews – coros (11)
- Calev – guitarra (11)
- Cadenza – programación (11)
- Hit-Boy – programación (12)
- Lil Ju – programación (12)
- Jameil Aossey – batería (13)
- S1a0 – batería (13)
- BAH – programación (13)
- BloodPop – programación (13, 15), sintetizador (13)
- DIXSON – coros (15)
- Kenneth Whalum – saxofón (15)
- Lee Blaske – cuerdas (15)
- Keyon Harrold – trompeta (15)
- Colin Leonard – masterización
- Stuart White – mezcla, grabación
- Andrea Roberts – ingeniería (todas las pistas), grabación (11)
- John Cranfield – ingeniería
- Brandon Harding – grabación (1, 2, 4–7)
- Chi Coney – grabación (3–5, 11, 15, 16)
- Hotae Alexander Jang – grabación (4, 15), asistencia de ingeniería (15)
- Russell Graham – grabación (4)
- Steve Rusch – grabación (4)
- Chris Mclaughlin – grabación (6)
- Delroy "Phatta" Pottinger – grabación (10)
- GuiltyBeatz – grabación (10)
- Jabbar Stevens – grabación (13)
- Matheus Braz – asistencia de ingeniería
- Mariel Gomerez – A&R
- Ricky Lawson – A&R/Gerente de proyecto